# Ореховица (Випава)
Ореховица (словен. Orehovica, итал. Oreccovizza) је насељено место у општини Випава, Горишка регија, Словенија.

## Историја
До територијалне реорганизације у Словенији била је у саставу старе општине Ајдовшчина.

## Становништво
У попису становништва из 2011. године, Ореховица је имала 153 становника.
| Број становника према пописима | Број становника према пописима | Број становника према пописима |
| ------------------------------ | ------------------------------ | ------------------------------ |
| 1991                           | 2002                           | 2011                           |
| 181                            | 157                            | 153                            |